# Entheus eumelus
Entheus eumelus este o specie de fluture din familia Hesperiidae. Este întâlnită din America Centrală până în Surinam.